# (7597) Shigemi
(7597) Shigemi (1993 GM) – planetoida z pasa głównego asteroid okrążająca Słońce w ciągu 5,03 lat w średniej odległości 2,93 j.a. Odkryta 14 kwietnia 1993 roku.